# Фотий (Спасский)
Архимандри́т Фо́тий (в миру Пётр Ники́тич Спа́сский; 4 июня 1792, погост Спасский, Новгородский уезд, Новгородская губерния — 26 февраля 1838, Великий Новгород) — священнослужитель Православной российской церкви, архимандрит; настоятель Юрьева монастыря в Новгороде (1822—1838). В дореволюционной России имел славу скандального царедворца и религиозного консерватора. Один из обличителей деятельности Иоганна Госснера, известного протестантского проповедника, распространявшего в Российской империи литературу антиправославного содержания.

## Биография
Пётр Спасский родился в семье диакона, в 1792 году по прошению снявшего священный сан для вступления во второй брак и ставшего дьячком. В 1814 году, окончив курс в Новгородской семинарии, поступил в Санкт-Петербургскую духовную академию, но уже в следующем году, вынужденный по болезни оставить её, был определён учителем в Александро-Невском духовном училище. Состоя по тогдашним правилам в непосредственном отношении к семинарскому начальству, имел возможность сойтись с ректором семинарии, архимандритом Иннокентием (Смирновым) (умер в 1819 году вскоре по прибытии в Пензу, куда был хиротонисан во епископа; канонизирован РПЦ в 2000 году). Иннокентий был противником мистицизма, человеком высоких аскетических воззрений. По собственному признанию, Фотий замечал «все слова Иннокентия, поступки, виды, действия, дух веры» и слагал в тайниках своей души «образ жития благочестивого».
В 1817 году принял монашеский постриг, получил священный сан и был назначен законоучителем во Второй кадетский корпус. С первого же года он выступил против господствовавшего в тогдашнем обществе мистического настроения, или, по его собственному выражению, «против масонов, иллюминатов, методистов, Лабзина, Сионского вестника и прочих». Резкие обличения его не остались без влияния на разрыв связей, иногда довольно тесных, между мистиками и некоторыми представителями духовенства. В 1818 иеромонах Иов, законоучитель Морского корпуса, «подвергся какой-то страшной душевной болезни», в припадке которой порезал ножом иконы в своей церкви. Фотий объявил действия иеромонаха последствием его вступления в «ложу» Лабзина и «возвысил вопль свой, яко трубу», так что в городе стали говорить, будто он помешался. Фотию было сделано внушение, мало подействовавшее на него, потому что в среде тогдашнего петербургского общества и высшего духовенства были лица, сочувствовавшие ему, хотя и не решавшиеся обнаруживать своё сочувствие, так как господствующее положение занимала ещё партия противоположных Фотиевым воззрений.

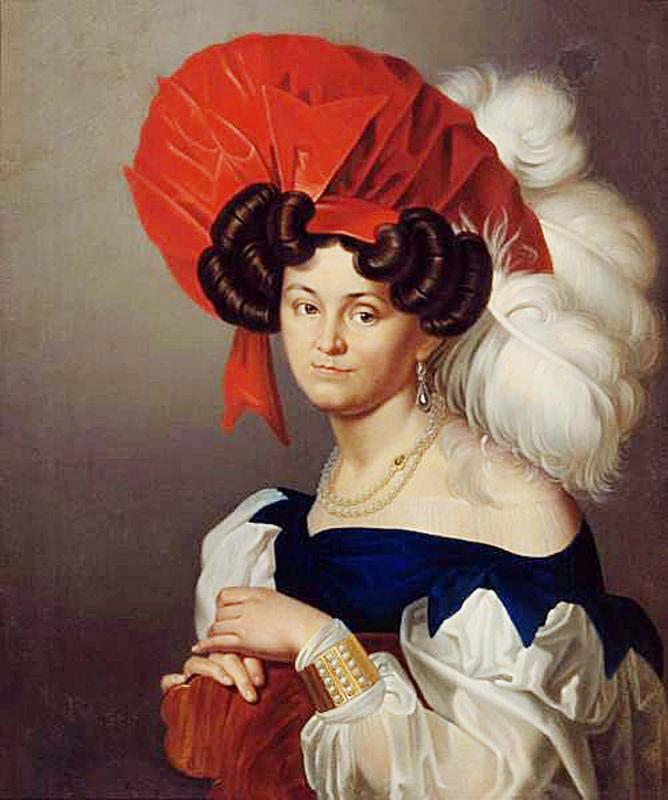
Графиня Анна Орлова-Чесменская

В 1820 году, после слова, произнесённого им в Казанском соборе, был удалён из столицы. Митрополит Новгородский, Санкт-Петербургский, Эстляндский и Финляндский Михаил (Десницкий) назначил Фотия настоятелем Деревяницкого монастыря, близ Новгорода. Назначение принесло ему игуменский сан, но, будучи, в сущности, почётной ссылкой, не могло его не огорчить, тем более, что Деревяницкий монастырь был один из самых захудалых. К этому времени относится его знакомство с графиней Анной Орловой-Чесменской (дочь графа Алексея Орлова-Чесменского), одной из богатейших помещиц России, которую направил к нему её прежний духовный отец, епископ Иннокентий. Графиня слушала проповеди Фотия в Казанском соборе; когда он был удалён из Санкт-Петербурга, она сообщала ему столичные новости, присылала щедрые пожертвования и вообще всячески поддерживала его дух, а в то же время хлопотала о возвращении его в столицу. Под её влиянием новый митрополит, Серафим (Глаголевский), в январе 1822 года перевёл Фотия в Сковородский монастырь с возведением в архимандриты, а после Пасхи того же года вызвал его в Петербург и поместил в Лавре.

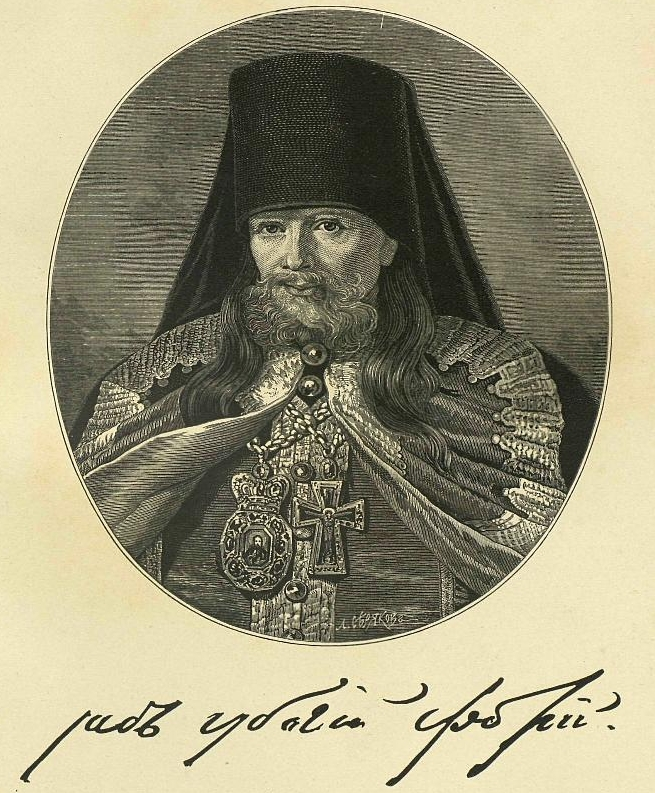
Фотий (гравюра Л. А. Серякова)

В Петербурге Фотий сразу примкнул к обществу благочестивых дам высшего света и, как человек оригинальный, убеждённый, смелый и окружённый некоторым ореолом изгнания и подвижничества (он носил вериги), имел в этом обществе большой успех. 21 мая 1822 года, при освящении новой церкви в Александро-Невской Лавре, познакомился с Обер-прокурором Синода князем А. Н. Голицыным, был приглашён к нему в дом и после неоднократных свиданий с ним у графини Орловой, где он «девице и князю предлагал слово и дело Божие по три, по шести и до девяти часов в день», был зачислен князем его «духовным учителем» и «златоустом». Когда Фотий стал собираться в свой монастырь, Голицын удержал его до возвращения в Петербург Александра I, обещая исходатайствовать ему аудиенцию. Свидание с государем произошло 5 июня в Каменноостровском дворце. Этому свиданию, во всяком случае необычному, придавали особенное значение. Митрополит благословил Фотия древней иконой Нерукотворенного Спаса, а Голицын долго беседовал с ним накануне аудиенции. Фотий, собственно говоря, шёл против Голицына, но не показывал и виду, что он его противник. Входя во дворец, Фотий крестил все входы и выходы, «помышляя, что тьмы здесь живут и действуют сил вражиих». Беседа с государем шла «о делах веры и церкви». Вскоре за тем Фотий получил из кабинета Его Величества наперсный крест с драгоценными украшениями, а в августе был назначен настоятелем первоклассного Юрьевского монастыря в Новгородской епархии. Рекомендуя Фотия Синоду, митрополит выставлял на вид, что Фотием исправлены в короткое время два монастыря без пособия со стороны казны, почему есть надежда, что им будет исправлен и Юрьев монастырь. Перед отъездом в Новгород Фотий был приглашён к императрице и в разговоре с ней коснулся, как он выразился, «до князя Голицына и прочих врагов веры, сынов беззакония». Голицын, ничего не подозревая, благоговейно переписывал получаемые от Фотия письма характера не только не обличительного и не враждебного, но даже льстивого, и пересылал их графине Орловой. В этот период среди знакомых и сотрудников архимандрита Фотия упоминается в частности чиновник для особых поручений за обер-прокурорским столом в Священном Синоде А. А. Павлов.

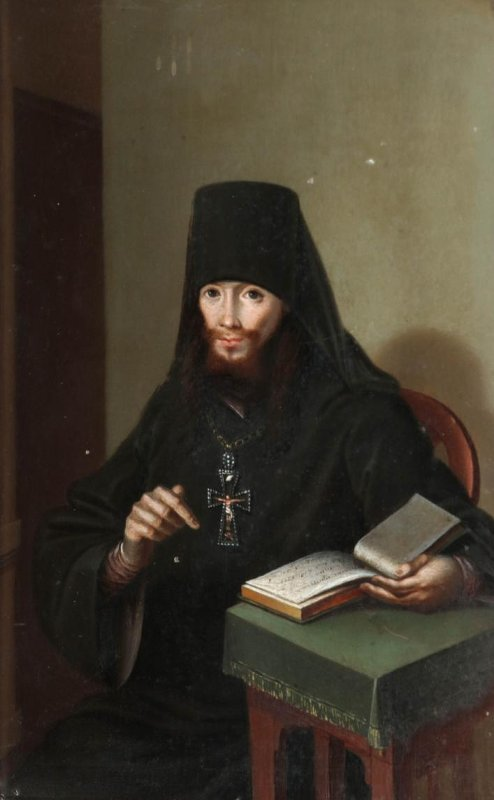
Портрет 1820-х

Полтора года, проведённые Фотием в Юрьевском монастыре, были временем, когда его авторитет укрепился незыблемо. Когда, вызванный в феврале 1824 года, Фотий явился в Петербург, он уже не стеснялся выставлять себя каким-то воинствующим орудием Промысла, определённым на поражение духов злобы, изрекал загадочные тирады, говорил о своих видениях и снабжал представителей высшего общества широковещательными посланиями. Два таких послания, в которых заключались намёки на какую-то тайну, были доставлены и государю. В результате Фотий добился того, что он 20 апреля был приглашён явиться в кабинет государя тайно, с секретного входа, и беседовал с ним три часа. После этого Фотий порвал всякие сношения с Голицыным, даже предал его анафеме, обзывая духовным Наполеоном и не стесняясь всем о том рассказывать и даже писать государю. Устранив себя от вмешательства в дела веры и принимая Фотия за истинного выразителя взглядов церковной иерархии, государь оставил безнаказанной самовольную анафему и отстранил князя Голицына от управления министерством духовных дел и народного просвещения (15 мая 1824 года), но сохранил за ним министерство почт.
Как ни старалась враждебная Голицыну партия, имевшая во главе Алексея Аракчеева и выставлявшая своим передовым бойцом Фотия, всё же она окончательно погубить Голицына не могла. Тогда её усилия были направлены на устранение сподвижников Голицына и на уничтожение результатов того направления, представителем которого был Голицын. Ожесточённая борьба шла против Библейского общества; предполагалось преобразование духовных училищ, запрещены были некоторые книги, прежде одобренные, между прочим, катехизисы, составленные архиепископом Филаретом. Фотий, сильно поддерживаемый Аракчеевым и митрополитом Серафимом, окруженный лестью своих приверженцев, представлял государю благосклонно принимаемые «хартии», в которых писал о «тайне беззакония», о «заговоре под звериным апокалипсическим числом 666», о влиянии Англии, о революции, имеющей быть в 1836 году, и т. п. Все апокалипсические тайны и речения в записках Фотия сводились обыкновенно к тому, что «непременно и немедленно нужно ныне выслать из столицы, некоторых навсегда, по плану, прежде поданному». Этот прежде поданный план, заключавший в себе ясный только одному автору смысл, оставался без выполнения, как и все советы Фотия, удручающим образом действуя на государя и ещё более увеличивая и без того свойственное ему в последние годы его жизни мрачное настроение.
С воцарением Николая I положение Фотия резко изменилось. Государь дозволил ему писать в собственные руки о чём угодно, но, не допуская криводушия и не любя неясности, исключил Фотия из среды близких к престолу лиц. Фотий должен был отказаться от роли вещателя тайн, пророка государева, спасателя церкви и отечества и стать в ряды ординарных архимандритов-настоятелей; после «дел великих и необычайных» ему опять пришлось ведаться с несогласиями, недовольством и неповиновением монастырской братии. Привыкнуть к этому было нелегко, и вся последующая жизнь Фотия представляет собой непрерывный ряд различных странностей и неожиданностей, давших повод митрополиту Серафиму выразиться о нём, что «не сносить ему головы своей, ежели нрава своего не переменит».

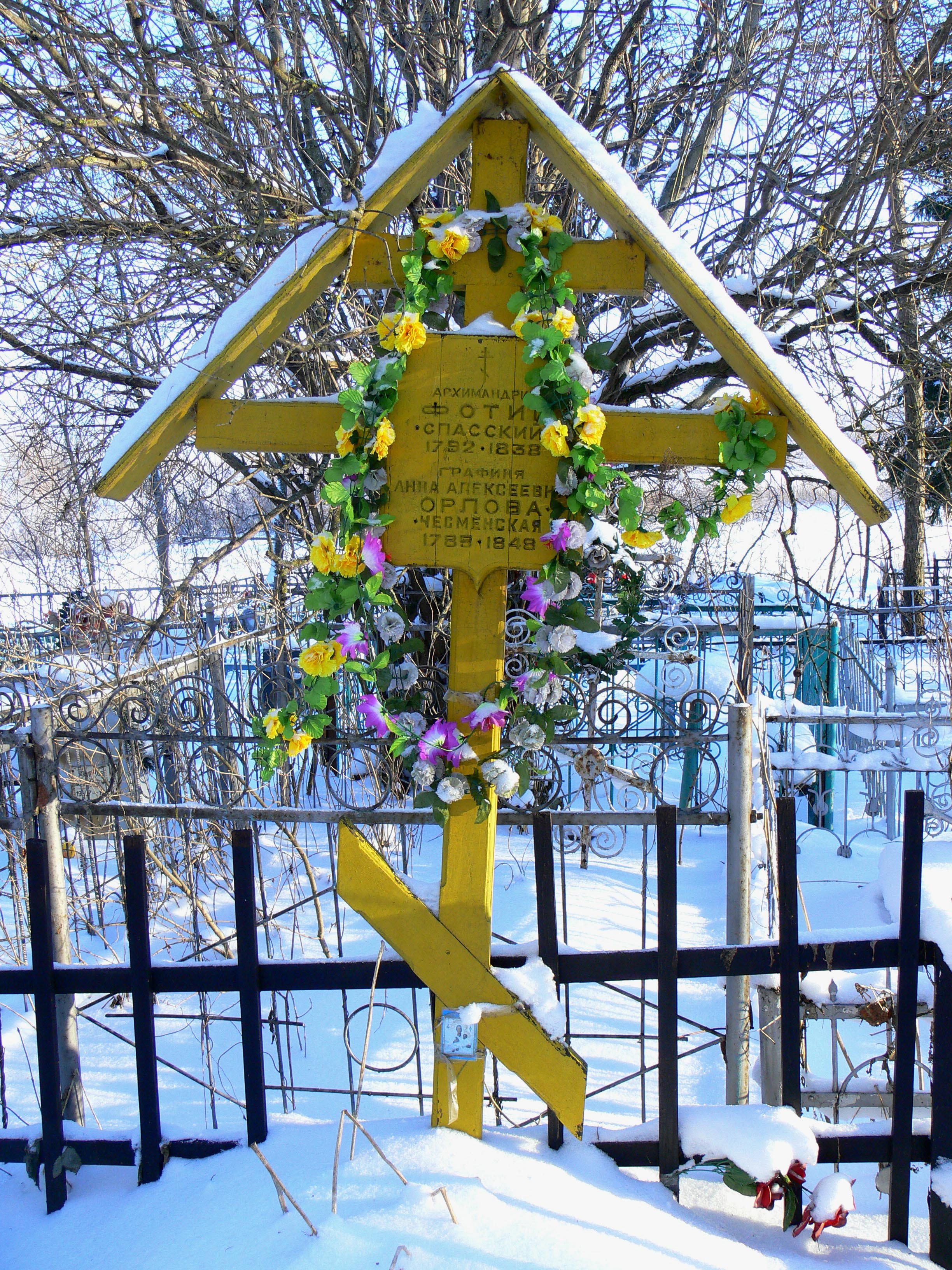
Могила Анны и Фотия у церкви Благовещения в Аркажах

Скончался после продолжительной болезни 26 февраля 1838 года на руках своей духовной дочери графини Орловой-Чесменской; был похоронен в заранее приготовленном им для себя гробе, в Юрьевском монастыре (в усыпальнице в подземной церкви Похвалы Богородицы). В 1848 году в этом же склепе похоронили его духовную дочь Анну Орлову. В 1930-е годы захоронения архимандрита Фотия и Анны Орловой были вскрыты и извлечены из склепа. После вскрытия захоронения останки Фотия и Анны были перенесены верующими к новгородской церкви Благовещения в Аркажах и погребены в общей могиле рядом с южной апсидой.

## Мнения о нём и его трудах
Необычайные отношения к императору Александру I, соединённые с некоторой таинственностью, постоянные речи о ниспровержении «врага церкви» (диавола в лице «сектантов»), об особом избрании, о видениях и откровениях, витийственный склад речи, широкая благотворительность на средства графини Орловой, наконец, бесспорный аскетизм, молитвы, бдения, вериги, воздержание, непоколебимая преданность «делу церкви» — всё это было причиной того, что в Новгороде и его окрестностях среди простого народа, а также в значительной части петербургского общества и во многих других местностях России Фотий считался праведником, святителем (именование епископа, причисленного к лику святых), избранником Провидения. После него осталось в Юрьевском монастыре множество рукописей, заключающих в себе его автобиографию, проповеди, письма и разного рода материалы.

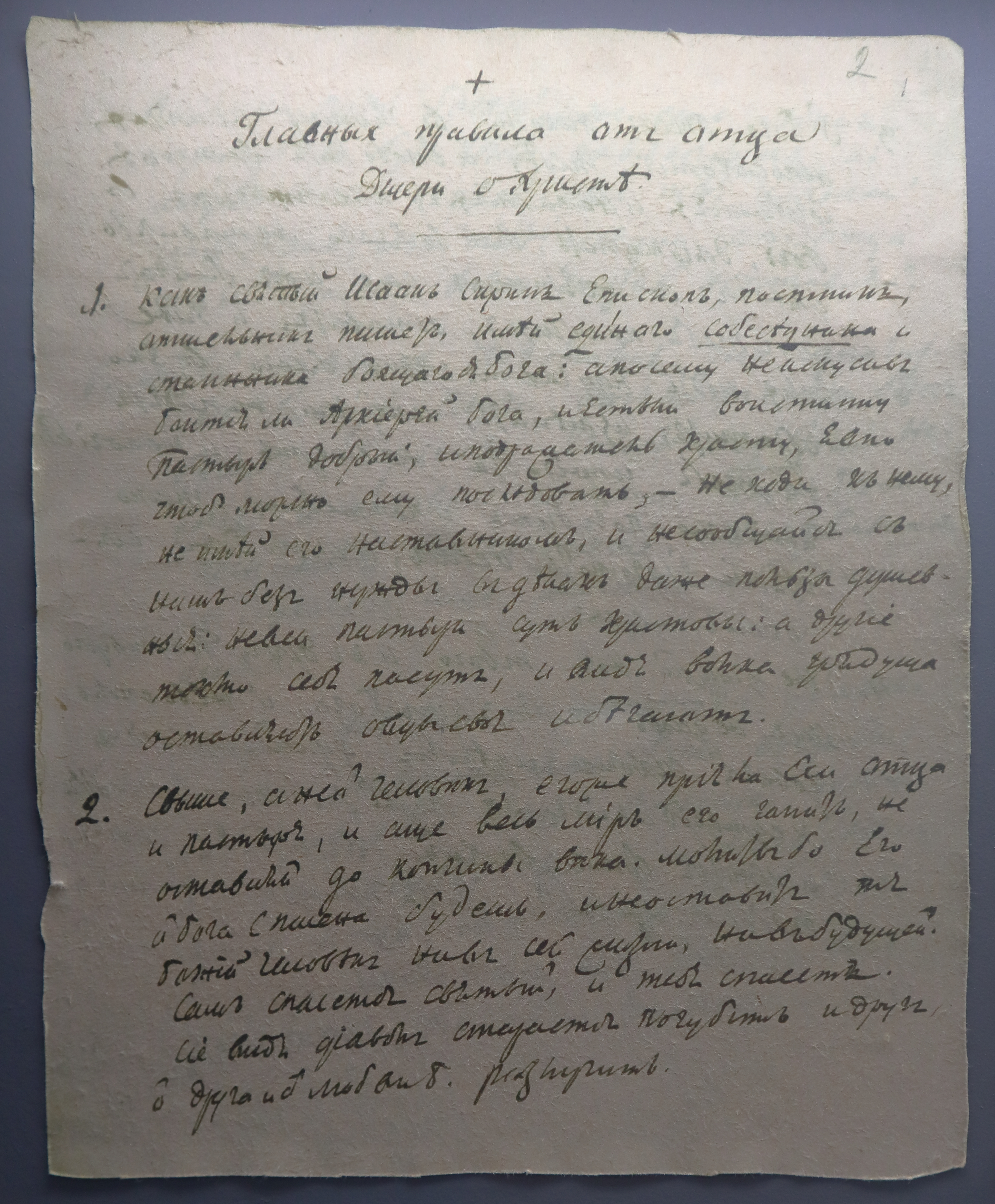
«Главные правила от отца Дщери о Христе» — духовной дочери графине А. А. Орловой-Чесменской — 6 декабря 1837 года (первая страница, дом-музей Анны Орловой в Витославлицах)

Его проповеди отличаются сильным чувством веры, но чрезвычайно витиеватый слог делает их маловразумительными. Этим недостатком страдают и все другие его писания. В «Автобиографии», напечатанной в журнале «Русская старина» (1894—1896) и представляющей смесь житийного жанра с исторической монографией, Фотий, кроме весьма подробного повествования о разных переменах в своей жизни, высказывает взгляд на современное ему положение Церкви, государства, общества, духовенства, входит в оценку преобладавшего в то время в обществе мировоззрения наиболее видных деятелей и т. п. Воззрения его чрезвычайно односторонни и пропитаны нетерпимостью, как и его суждения о лицах. Письма его заключают в себе значительную дозу лести по отношению к адресатам.
Среди тех, кто похвально отзывался о подвижничестве архимандрита Фотия в сфере борьбы с ересями и антихристами, украинский епископ Иларион (Огиенко), переводчик Библии на украинский язык.

## В художественной литературе
- Эпиграммы Александра Пушкина:
  - Полу-фанатик, полу-плут; // Ему орудием духовным // Проклятье, меч, и крест, и кнут. // Пошли нам, господи, греховным // Поменьше пастырей таких, — // Полу-благих, полу-святых.
  - Благочестивая жена // Душою Богу предана, // А грешной плотию // Архимандриту Фотию.
  - Внимай, что я тебе вещаю: // — Я телом евнух, муж душой, // — Но что ж ты делаешь со мной? // — Я тело в душу превращаю (диалог графини Анны Орловой и архимандрита Фотия).

По мнению Бориса Башилова, эти эпиграммы необоснованно приписываются Пушкину и отсутствуют в пушкинских оригиналах.
- Дмитрий Мережковский. Роман «Александр I» (1911—1913), часть трилогии «Царство Зверя».

## Сочинения
- Из записок архимандрита Фотия // Русский архив. — 1869. — Вып. 6. — Стб. 929—944.
- Письма архимандрита Фотия к брату и родным // Русский архив. — 1871. — Вып. 2. — Стб. 239—255.
- Письмо к Аракчееву 4 мая 1832 г. / Сообщ. Н. Г. Словским // Исторический вестник. — 1880. — Т. 2, № 5. — С. 204—205.
- Письмо Юрьевского архимандрита Фотия к князю Александру Николаевичу Голицыну / Сообщ. Д. Н. Толстым // Русский архив. — 1870. — Изд. 2-е. — М., 1871. — Стб. 1159—1162.
- Повествование священно-архимандрита отца Фотия о роде его, воспитании домашнем и училищном, о состоянии и житии в должности учителя в С.-Петербурге и о прочих прикосновенных обстоятельствах и лицах // Русская старина, 1881. — Т. 81, № 3. — С. 135—168; № 4. — С. 99—123; № 5. — С. 91—114; Т. 82, № 7. — С. 195—230; № 10. — С. 125—142; 1895. — Т. 83, № 2. — С. 174—216; № 3. — С. 177—184; Т. 84, № 7. — С. 167—184; № 8. — С. 169—200; № 11. — С. 207—236; № 12. — С. 189—203. — Под загл.: Автобиография Юрьевского архимандрита Фотия.